# Muktagachha

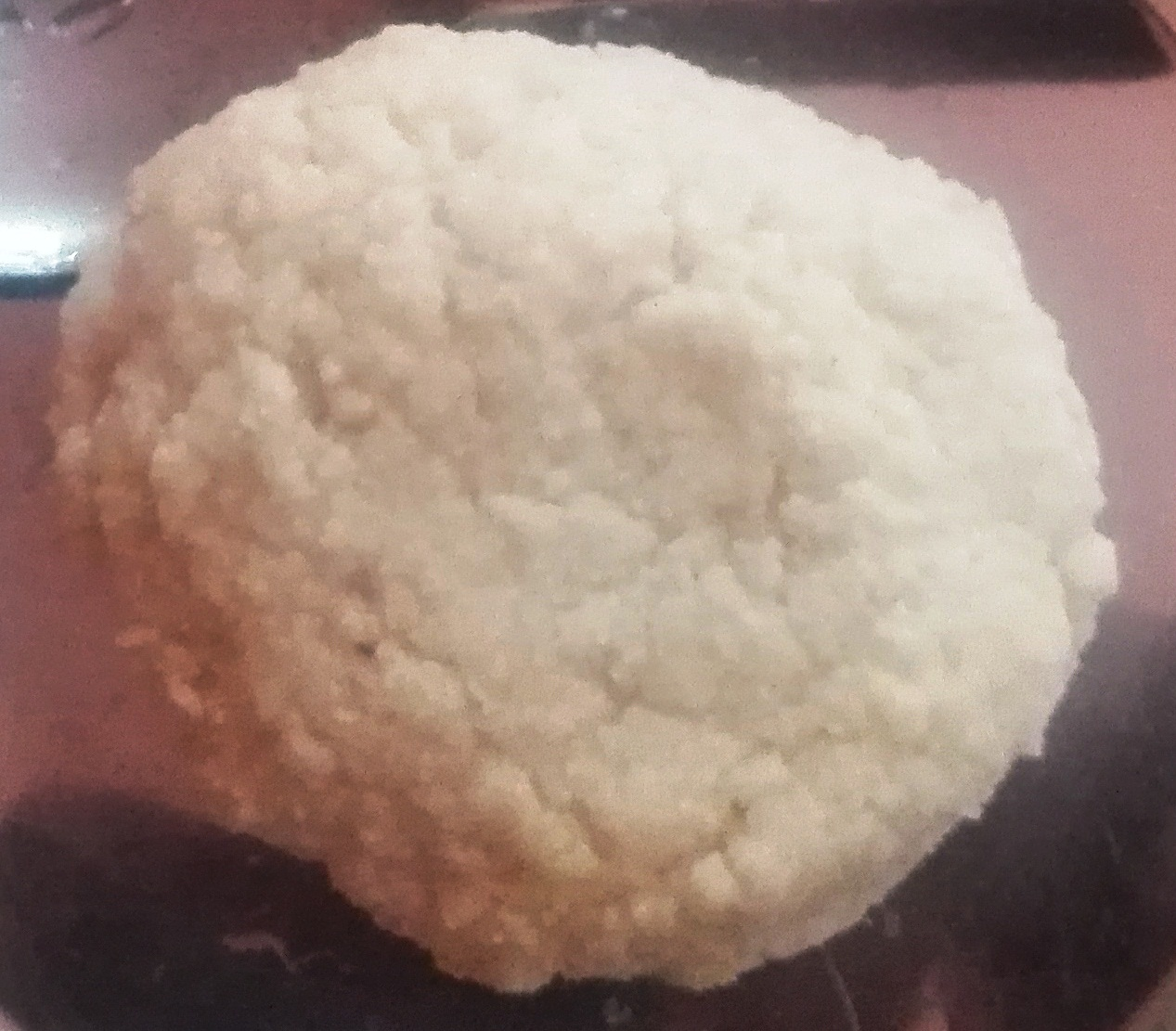
Monda, Muktagacha, Maymensing

Muktagachha (en bengali : মুক্তাগাছা) est une upazila du Bangladesh dans le district de Mymensingh. En 1991, on y dénombrait 321 759 habitants.